# Chapter V
Chapter V es el quinto disco de la banda de rock Staind, lanzado el 10 de agosto de 2005.
El protagonismo alcanzado por Aaron Lewis en toda su discografía deja paso a una perfecta cohesión entre la base instrumental y la tonalidad vocal. Guitarras pesadas con un riff muy marcado, algún que otro solo de guitarra escondido entre la muralla de batería-bajo y una alegría del líder, que no se palpaba antes, dan como resultado "Run Away", pura fuerza y melodía para ir abriendo boca. 
"Right Here" se presenta como el primer sencillo del álbum, un canto a la esperanza, al parecer, por todo lo "malo" que ha vivido Lewis en su carrera como compositor. "Paper Jesús" ya es otra historia, metal pesado con una batería poderosa y un estribillo -marca de la casa-, hacen de su estructura algo que bien se podría encontrar en cualquier (buena) composición de Alice in Chains.  Ninguno de los exitosos singles de la banda, como "Outside" o "It's been awhile", llegan al nivel de ésta. La realidad es que han crecido como músicos de manera aplastante, y "Schizofrenic conversations" da buena fe de ello. 
"Everything Changes" y "Take This" son el binomio perfecto que complementa a “Schizofrenic Conversations”, baladas metaleras efectivas y profundas. "Paper Jesus" aparece en el videojuego de EA Sports "Arena Football".

## Lista de canciones
1. "Run Away" - 3:38
2. "Right Here" - 4:13
3. "Paper Jesus" - 4:14
4. "Schizophrenic Conversations" - 4:33
5. "Falling" - 4:20
6. "Cross to Bear" - 3:40
7. "Devil" - 5:01
8. "Please" - 4:24
9. "Everything Changes" - 3:58
10. "Take This" - 4:43
11. "King of All Excuses" - 3:38
12. "Reply" - 4:12

## Pistas adicionales
Canciones incluidas en una versión limitada del Chapter V:
1. "Let It Out" – 4:55
2. "Novocaine" – 3:15
3. "Reply" (versión original) – 5:02
4. "It's Been Awhile" (Acústico) – 4:30
5. "This is Beetle|This Is Beetle" a.k.a. "The Beetlejuice Song" – 3:15

## Posición en listas
| Año  | Lista de éxito | Posición |
| ---- | -------------- | -------- |
| 2005 | Billboard 200  | 1        |